# Olympische Sommerspiele 1900/Turnen
Die in der französischen Hauptstadt Paris im Rahmen der Weltausstellung (Exposition Universelle et Internationale de Paris) ausgetragenen Internationalen Wettbewerbe für Leibesübungen und Sport (Concours Internationaux d’Exercices Physiques et de Sports) umfassten einen Wettbewerb im Turnen, der Bestandteil der Olympischen Spiele 1900 (Spiele der II. Olympiade) war.

## Anmerkungen

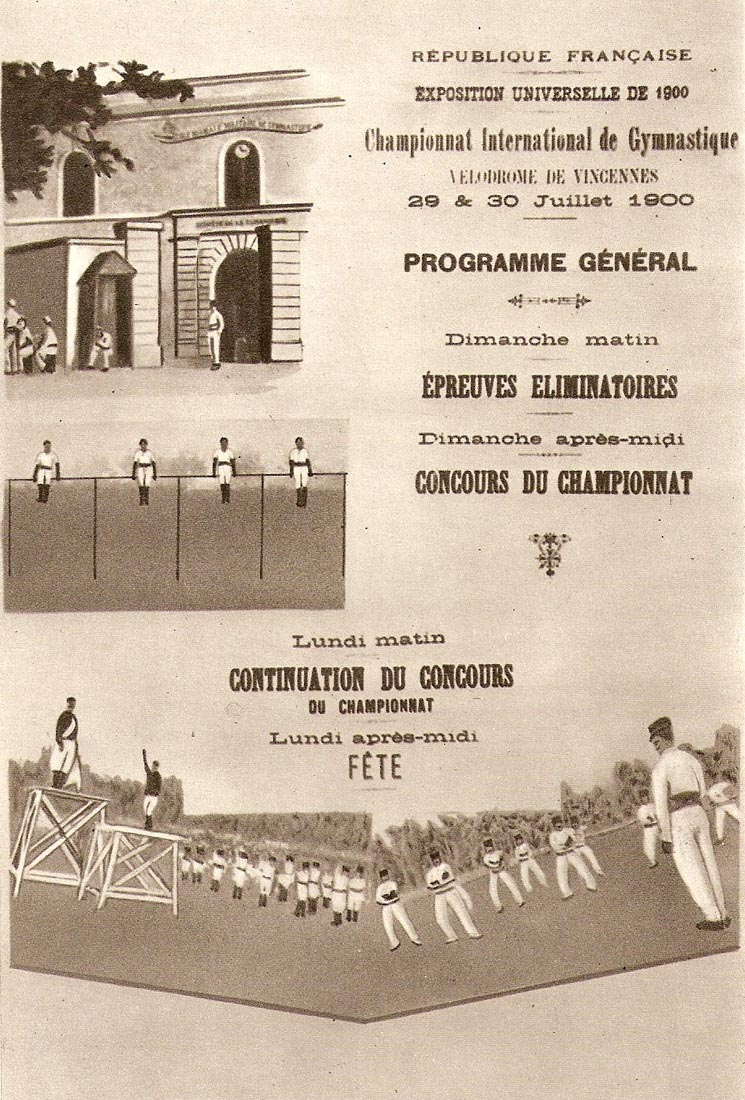
Plakat mit Vorankündigung für die olympischen internationalen Turnmeisterschaften

## Ergebnisse

### Turnmehrkampf
| Platz | Land | Sportler        | Punkte |
| ----- | ---- | --------------- | ------ |
| 1     | FRA  | Gustave Sandras | 302    |
| 2     | FRA  | Noël Bas        | 295    |
| 3     | FRA  | Lucien Démanet  | 293    |
| 4     | FRA  | Pierre Payssé   | 290    |
| 4     | FRA  | Jules Rolland   | 290    |
| 6     | FRA  | Gustave Fabry   | 283    |

Datum: 29. und 30. Juli 1900 

135 Teilnehmer aus 8 Ländern
Die ersten 18 Plätze wurden von Franzosen belegt. Bester Ausländer war der Schweizer Jules Ducret. Bester Deutscher auf Platz 29 war Hugo Peitsch.